# 삼척로
삼척로(Samcheok-ro)는 강원특별자치도 삼척시 원덕읍 갈령치와 오분동 오봉 교차로를 잇는 강원특별자치도의 도로이다.

## 역사
- 1979년 1월 31일 : 포함 ~ 삼척간 국도포장공사 완공과 함께 개통[1]
- 2009년 7월 10일 : 2개 이상 시·도에 걸쳐 있는 도로로 삼척로를 고시[2]

## 주요 경유지
강원특별자치도
- 삼척시 (원덕읍 · 근덕면 · 오분동)

## 노선
| 이름                          | 접속 노선                            | 소재지          | 소재지          | 비고                    |
| 울진북로와 직결               | 울진북로와 직결                      | 울진북로와 직결 | 울진북로와 직결 | 울진북로와 직결         |
| ----------------------------- | ------------------------------------ | --------------- | --------------- | ----------------------- |
| 갈령치                        |                                      | 삼척시          | 원덕읍          |                         |
| 월천교                        |                                      | 삼척시          | 원덕읍          |                         |
| 호산삼거리                    | 지방도 제416호선 (가곡천로)          | 삼척시          | 원덕읍          |                         |
| 호산 교차로                   | 국도 제7호선 (동해대로)              | 삼척시          | 원덕읍          |                         |
| 호산1교                       |                                      | 삼척시          | 원덕읍          |                         |
| 원덕읍 행정복지센터           |                                      | 삼척시          | 원덕읍          |                         |
| 옥원삼거리                    | 옥원이원로                           | 삼척시          | 원덕읍          |                         |
| 수릉삼거리                    | 옥원노곡길                           | 삼척시          | 원덕읍          |                         |
| 노곡 교차로                   | 국도 제7호선 (동해대로)              | 삼척시          | 원덕읍          |                         |
| 작진삼거리                    | 작진길                               | 삼척시          | 원덕읍          |                         |
| 노곡삼거리                    | 노실길                               | 삼척시          | 원덕읍          |                         |
| 비화삼거리                    | 비화천길                             | 삼척시          | 원덕읍          |                         |
| 임원삼거리                    | 임원항구로                           | 삼척시          | 원덕읍          |                         |
| 임원 교차로                   | 국도 제7호선 (동해대로) 임원본촌길   | 삼척시          | 원덕읍          |                         |
| 임원시외버스터미널 임원파출소 | 임원중앙로                           | 삼척시          | 원덕읍          |                         |
| 임원교                        | 임원강변길 임원안길                  | 삼척시          | 원덕읍          |                         |
| 신남 교차로                   | 국도 제7호선 (동해대로)              | 삼척시          | 원덕읍          | 울진 방면 진출입만 가능 |
| 신남 교차로                   | 국도 제7호선 (동해대로)              | 삼척시          | 원덕읍          |                         |
| 장호삼거리                    | 장호길                               | 삼척시          | 근덕면          |                         |
| 용화교                        | 용화안길 용화해변길                  | 삼척시          | 근덕면          |                         |
| 용화 교차로                   | 국도 제7호선 (동해대로)              | 삼척시          | 근덕면          |                         |
| 초곡리                        | 초곡2길                              | 삼척시          | 근덕면          |                         |
| 궁촌 교차로                   | 국도 제7호선 (동해대로)              | 삼척시          | 근덕면          |                         |
| 궁촌교                        | 궁촌길                               | 삼척시          | 근덕면          |                         |
| 동막리                        | 지방도 제427호선 (문의재로) (방재로) | 삼척시          | 근덕면          |                         |
| 동막교                        |                                      | 삼척시          | 근덕면          |                         |
| 근덕면사무소                  |                                      | 삼척시          | 근덕면          |                         |
| 교가교                        | 맹방해변로 미근로                    | 삼척시          | 근덕면          |                         |
| 근덕 교차로                   | 지방도 제424호선                     | 삼척시          | 근덕면          |                         |
| 근덕 교차로                   | 국도 제7호선 (동해대로)              | 삼척시          | 근덕면          |                         |
| (맹방주유소)                  | 맹방해안로 심방근계길                | 삼척시          | 근덕면          |                         |
| 한치                          |                                      | 삼척시          | 근덕면          |                         |
| 남양동                        |                                      | 삼척시          |                 |                         |
| 오분 교차로                   | 국도 제7호선 (동해대로) 박걸남로     | 삼척시          |                 |                         |

## 주요 건물 및 시설
- 호산버스정류장 (강원특별자치도 삼척시 원덕읍 삼척로 381)
- 원덕파출소 (강원특별자치도 삼척시 원덕읍 삼척로 418)
- 원덕농협 (강원특별자치도 삼척시 원덕읍 삼척로 436)
- 원덕읍 행정복지센터 (강원특별자치도 삼척시 원덕읍 삼척로 440)
- 삼척시보건소 원덕보건출장소 (강원특별자치도 삼척시 원덕읍 삼척로 445-53)
- 한국전력공사 호산서비스센터 (강원특별자치도 삼척시 원덕읍 삼척로 446-10)
- 원덕도서관 (강원특별자치도 삼척시 원덕읍 삼척로 446-11)
- 호산우체국 (강원특별자치도 삼척시 원덕읍 삼척로 449)
- 호산초등학교 (강원특별자치도 삼척시 원덕읍 삼척로 462-12)
- 원덕중학교, 원덕고등학교 (강원특별자치도 삼척시 원덕읍 삼척로 480)
- 옥원3리마을회관 (강원특별자치도 삼척시 원덕읍 삼척로 487-2)
- 원덕119안전센터 (강원특별자치도 삼척시 원덕읍 삼척로 504)
- 원덕읍 행정복지센터 임원출장소 (강원특별자치도 삼척시 원덕읍 삼척로 1210)
- 임원보건진료소 (강원특별자치도 삼척시 원덕읍 삼척로 1213)
- 임원파출소 (강원특별자치도 삼척시 원덕읍 삼척로 1214)
- 임원시외버스터미널 (강원특별자치도 삼척시 원덕읍 삼척로 1216)
- 임원119지역대 (강원특별자치도 삼척시 원덕읍 삼척로 1228)
- 임원초등학교 (강원특별자치도 삼척시 원덕읍 삼척로 1246)
- 임원중학교 (강원특별자치도 삼척시 원덕읍 삼척로 1313)
- 해신당공원 (강원특별자치도 삼척시 원덕읍 삼척로 1852-6)
- 장호리마을회관 (강원특별자치도 삼척시 근덕면 삼척로 2092-31)
- 장호중학교 (강원특별자치도 삼척시 근덕면 삼척로 2101)
- 재동유원지 (강원특별자치도 삼척시 근덕면 삼척로 3500)
- 근덕우체국 (강원특별자치도 삼척시 근덕면 삼척로 3621)
- 근덕면 행정복지센터 (강원특별자치도 삼척시 근덕면 삼척로 3639)
- 근덕초등학교 (강원특별자치도 삼척시 근덕면 삼척로 3653)
- 근덕파출소 (강원특별자치도 삼척시 근덕면 삼척로 3655)
- 근덕농협 (강원특별자치도 삼척시 근덕면 삼척로 3672)
- 근덕중학교, 삼척마이스터고등학교 (강원특별자치도 삼척시 근덕면 삼척로 3700)
- 맹방초등학교 (강원특별자치도 삼척시 근덕면 삼척로 3884-4)